# Nikołaj Skworcow (polityk)
Nikołaj Aleksandrowicz Skworcow (ros. Николай Александрович Скворцов, ur. 14 października?/26 października 1899 we wsi Cwietnoje w guberni astrachańskiej, zm. 15 stycznia 1974 w Moskwie) – radziecki polityk, I sekretarz KC Komunistycznej Partii (bolszewików) Kazachstanu (1938-1945), ludowy komisarz/minister upraw technicznych ZSRR (1945-1947), minister sowchozów ZSRR (1947-1953).

## Życiorys
W latach 1918–1919 w Czerwonej Gwardii, w 1919 wstąpił do RKP(b). 1919-1920 kierownik pododdziału finansowego Wydziału Pracy Krasnojarskiego Komitetu Wykonawczego guberni astrachańskiej, 1920 wojskowy komisarz 4 Samodzielnego Oddziału Karnego w guberni astrachańskiej, 1920-1921 zastępca przewodniczącego powiatowej komisji ds. zwalczania bandytyzmu i dezercji w Manyczu. 1921-1923 szef wydziału agitacyjno-propagandowego powiatowego komitetu WKP(b) i zastępca przewodniczącego powiatowego komitetu wykonawczego w Manyczu. 1925-1928 szef Salskiego Okręgowego Zarządu Edukacji Ludowej, 1928-1930 przewodniczący okręgowego wydziału planowania, 1930-1934 studiował w Moskiewskim Instytucie Planowania, po czym pracował w organach KC WKP(b) m.in. jako instruktor wydziału ewidencji i kierownik sektora kadr wojskowych. Od 21 marca 1939 do 5 października 1952 członek KC WKP(b). Od 23 maja 1938 do listopada 1945 I sekretarz KC Komunistycznej Partii (bolszewików) Kazachstanu. Od 11 listopada 1945 do 19 marca 1946 ludowy komisarz, następnie do 4 lutego 1947 minister upraw technicznych ZSRR. Od 4 lutego 1947 do 15 marca 1953 minister sowchozów ZSRR, 1953 członek Kolegium Ministerstwa Gospodarki Rolnej ZSRR, 1953-1957 zastępca szefa Departamentu Gospodarki Rolnej Ministerstwa Przemysłu Produktów Spożywczych ZSRR, 1957-1966 zastępca szefa Głównego Zarządu ds. Dostaw Surowców dla Przemysłu Spożywczego przy Państwowej Komisji Planowania Gospodarczego ZSRR, 1965-1966 p.o. szefa tego Zarządu, następnie na emeryturze. Od 14 października 1952 do 14 lutego 1956 członek Centralnej Komisji Rewizyjnej KPZR, deputowany do Rady Najwyższej ZSRR 1, 2 i 4 kadencji. Pochowany na cmentarzu Nowodziewiczym.

## Odznaczenia
- Order Lenina (dwukrotnie. m.in. 24 grudnia 1949)
- Order Wojny Ojczyźnianej I klasy
- Order Czerwonego Sztandaru Pracy
- Order Znak Honoru